# 本福寺 (淡路市)

本福寺（ほんぷくじ）位於兵庫縣淡路市，真言密教寺院中的真言宗御室派別格本山上，平安時代後期建造的寺院。該寺的藥師如來像為淡路市（舊東浦町）的重要文化財產。 
「水御堂」佛堂是該寺院最有得色的，1991年竣工，由安藤忠雄設計以鋼筋混凝土建築。榮獲第34介建築業協會獎。

## 水御堂概要
水御堂建於淡路島東北部，能一覽大阪灣的小山丘上。佛堂建於鋼筋混凝土造的橢圓形蓮花池之下，形成獨立的結構。
走出雜木林包圍的小徑不久，大型的曲面牆便在眼前聳然而立，這代表俗世和聖界的邊界。沿著牆壁進入內部，大型混凝土構造的橢圓蓮花池（長軸40ｍ、短軸30ｍ）就出現，設置成似是切開水面一般、往下走的直線階梯，就會到達塗成朱紅色的迴廊。假如在迴廊稍微來回走動就會出現佛堂，那仍然是朱紅色的空間。本尊是藥師如來像。本尊的背後正對著西方，當大門打開之際內部會瀰漫著光，在染紅的本尊上出現極樂淨土的精彩演出，讓人聯想到同在兵庫縣小野市的淨土寺。
在佛堂屋根兼蓮花池紅白相間的睡蓮，是從大約2000年前的地層中發現到的大賀蓮，每當花期就會浮出水面。觀賞睡蓮最佳的時期在五月到九月，而大賀蓮則是在六月到七月左右。此外，這座寺院中也有三洋電機創立人井植歲男一家的菩提寺，並建有記念碑。

## 建築概要

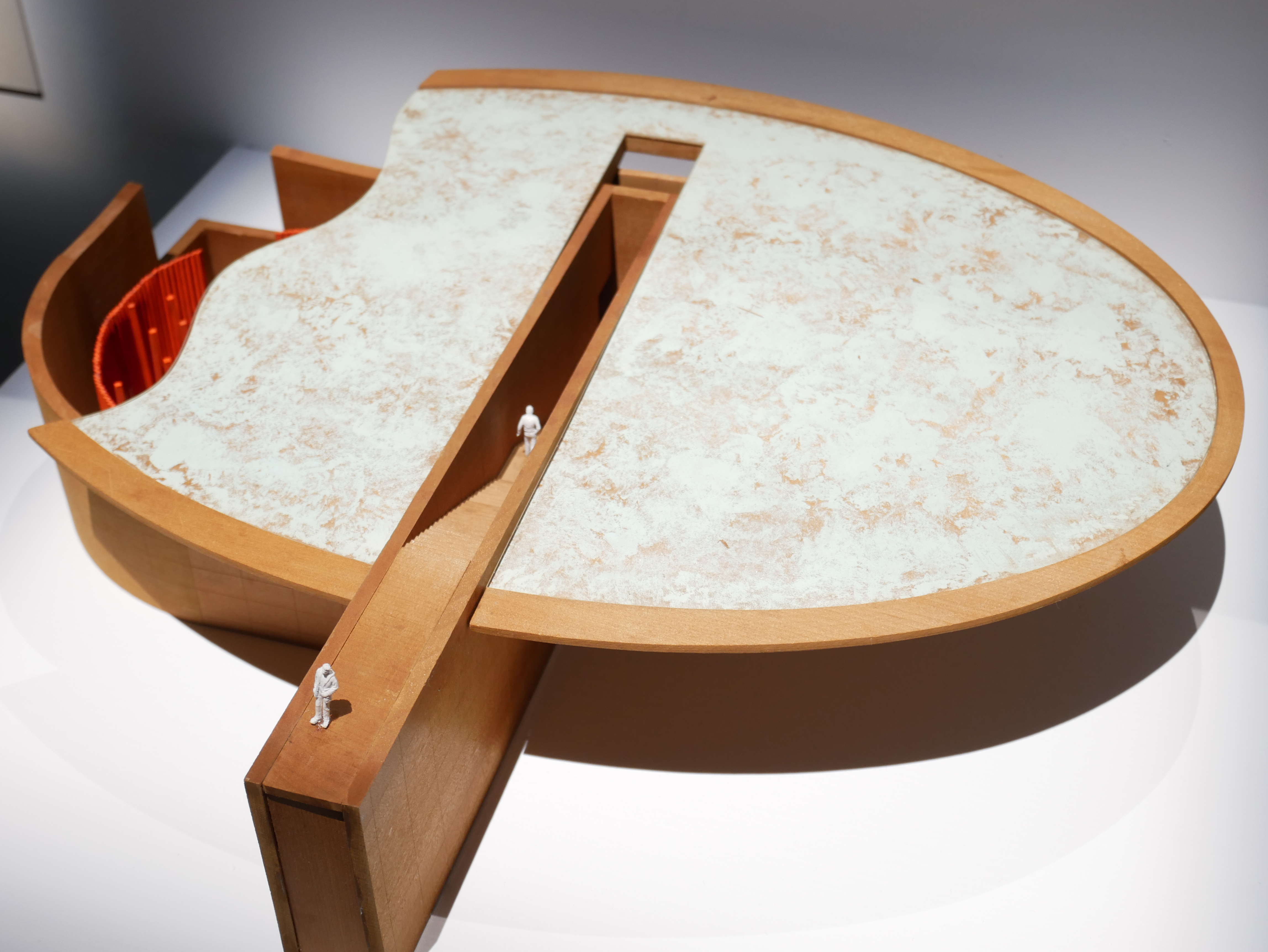
水御堂模型

- 設計──安藤忠雄／安藤忠雄建築都市設計事務所
- 竣工──1991年
- 敷地面積──2991m²
- 建築面積──m²
- 延床面積──417m²
- 構造──RC造
- 規模──地下1層
- 得獎──第34回建築業協會獎

### 插曲
在興建之初，住持和300多位施主全都反對。至於為何後來得以興建，詳見《建築手法》（安藤忠雄、二川幸夫 合著）。 

## 所在地
- 兵庫縣淡路市浦1309-1

### 參訪
- 9時～17時
- 全年無休
- 大人400日圓、小孩200日圓

## 畫廊

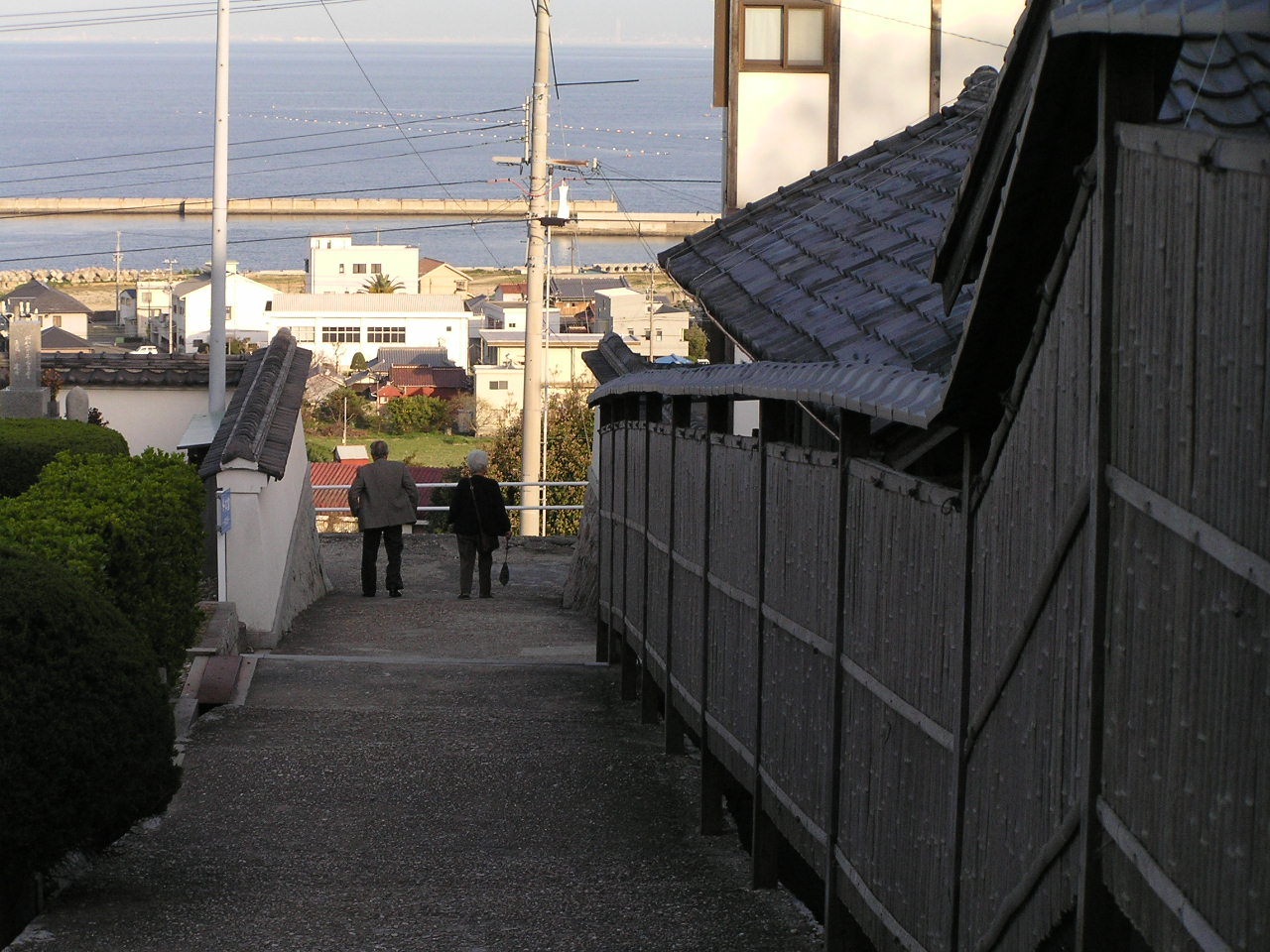
通往本福寺，能一覽大阪灣的路徑
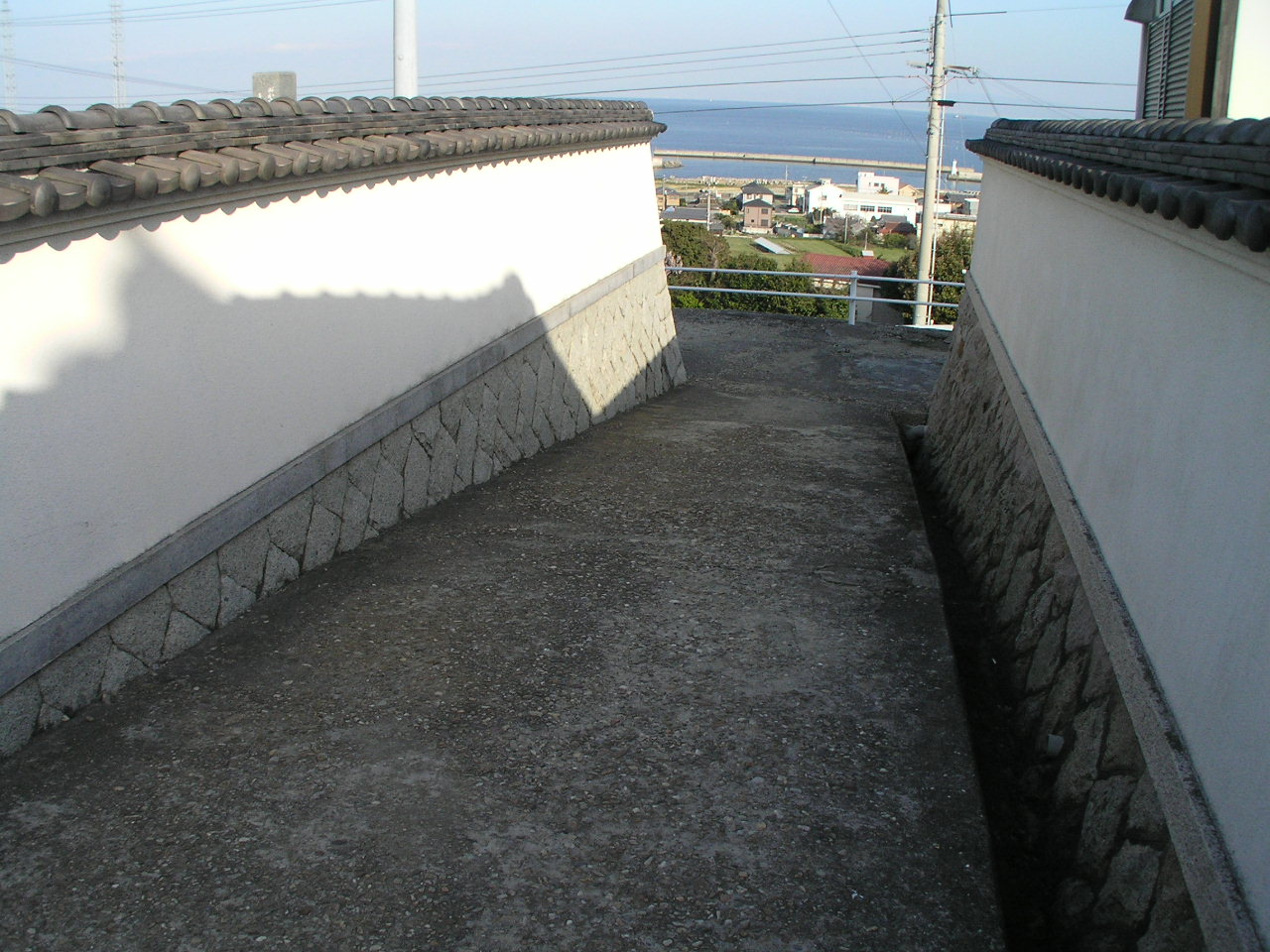
灰泥壁沿著坡道（往上走到底就是水御堂）
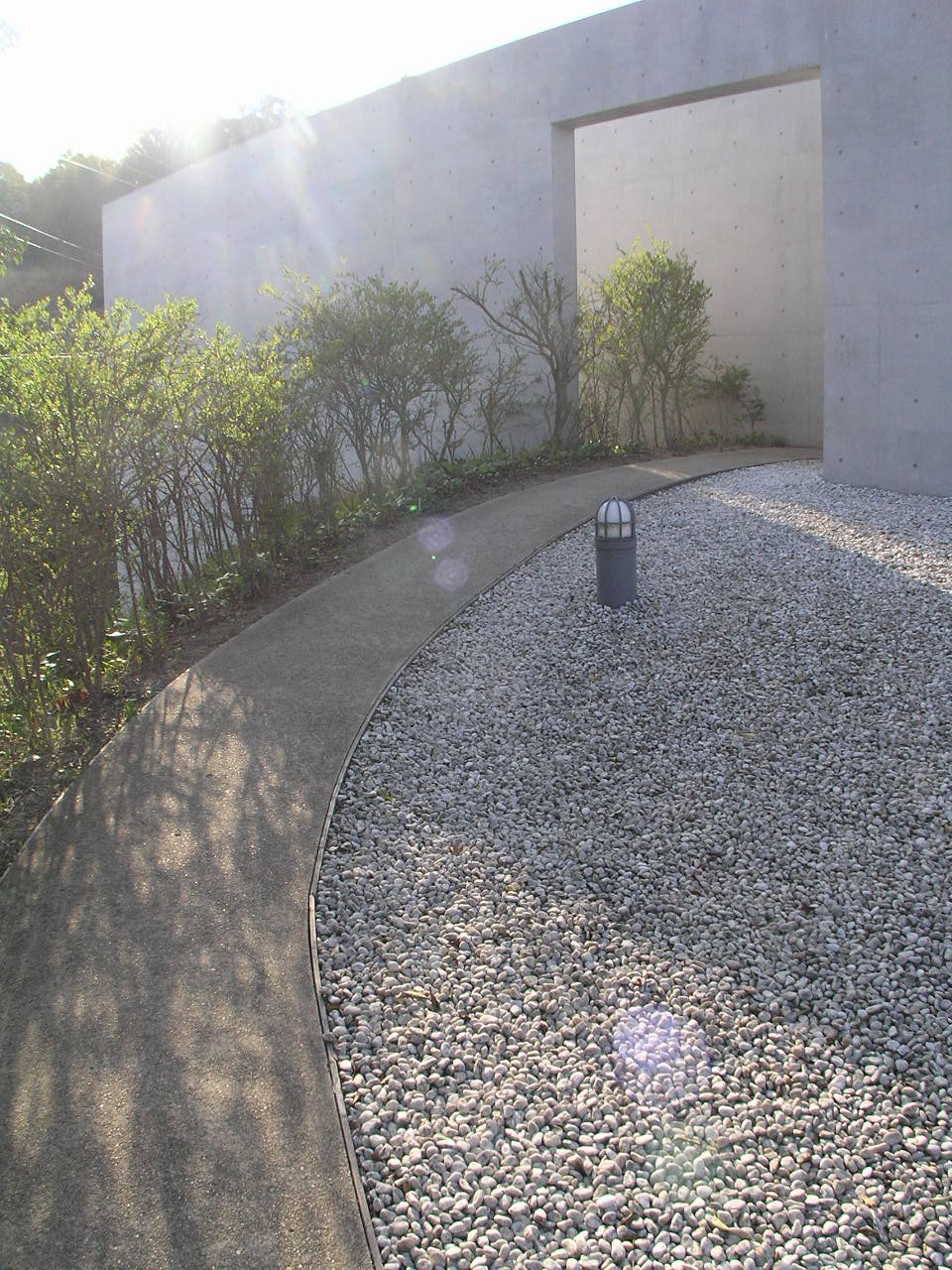
隔絕聖俗境界之牆（水御堂入口）
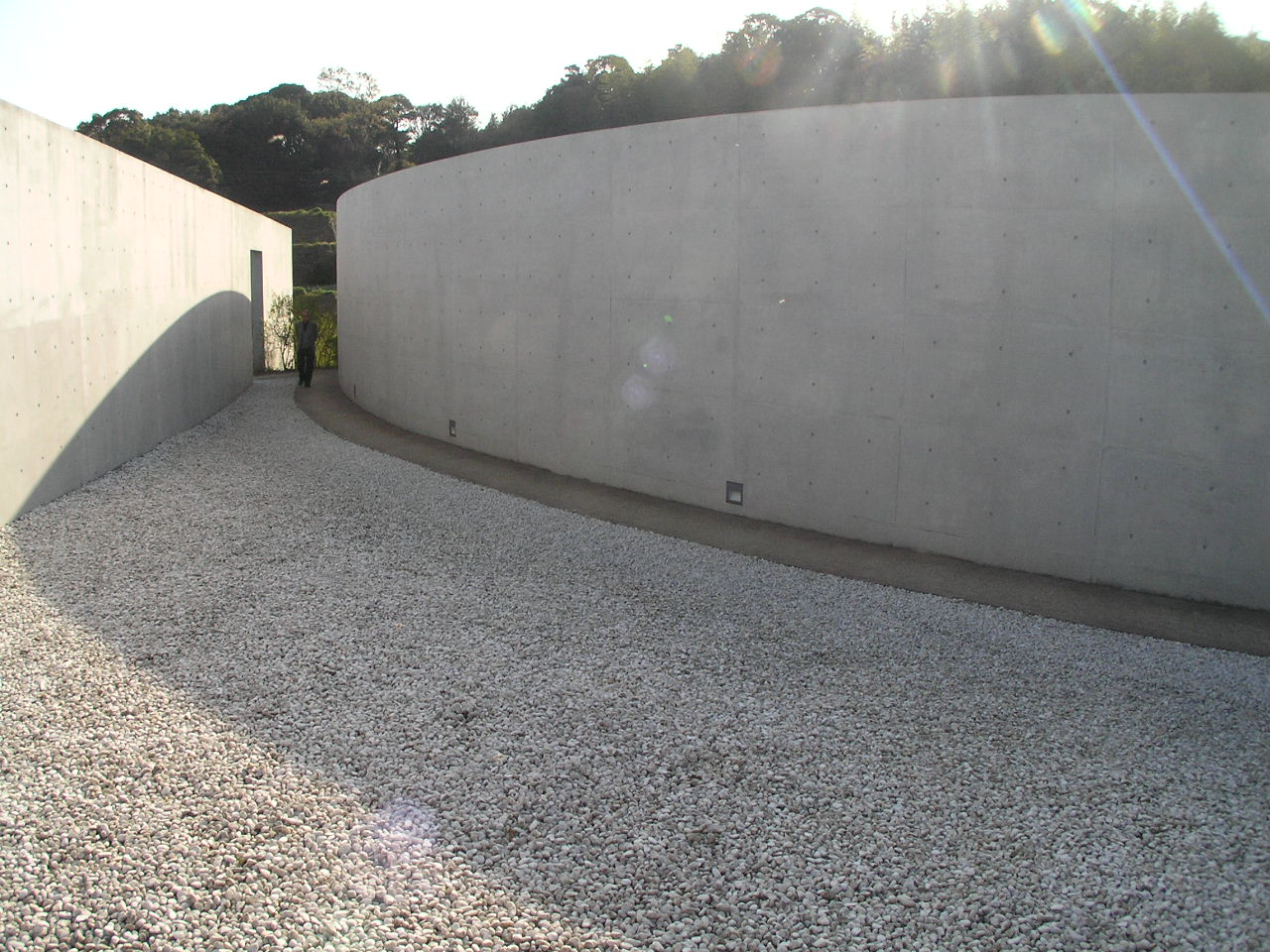
圓形的水御堂外牆
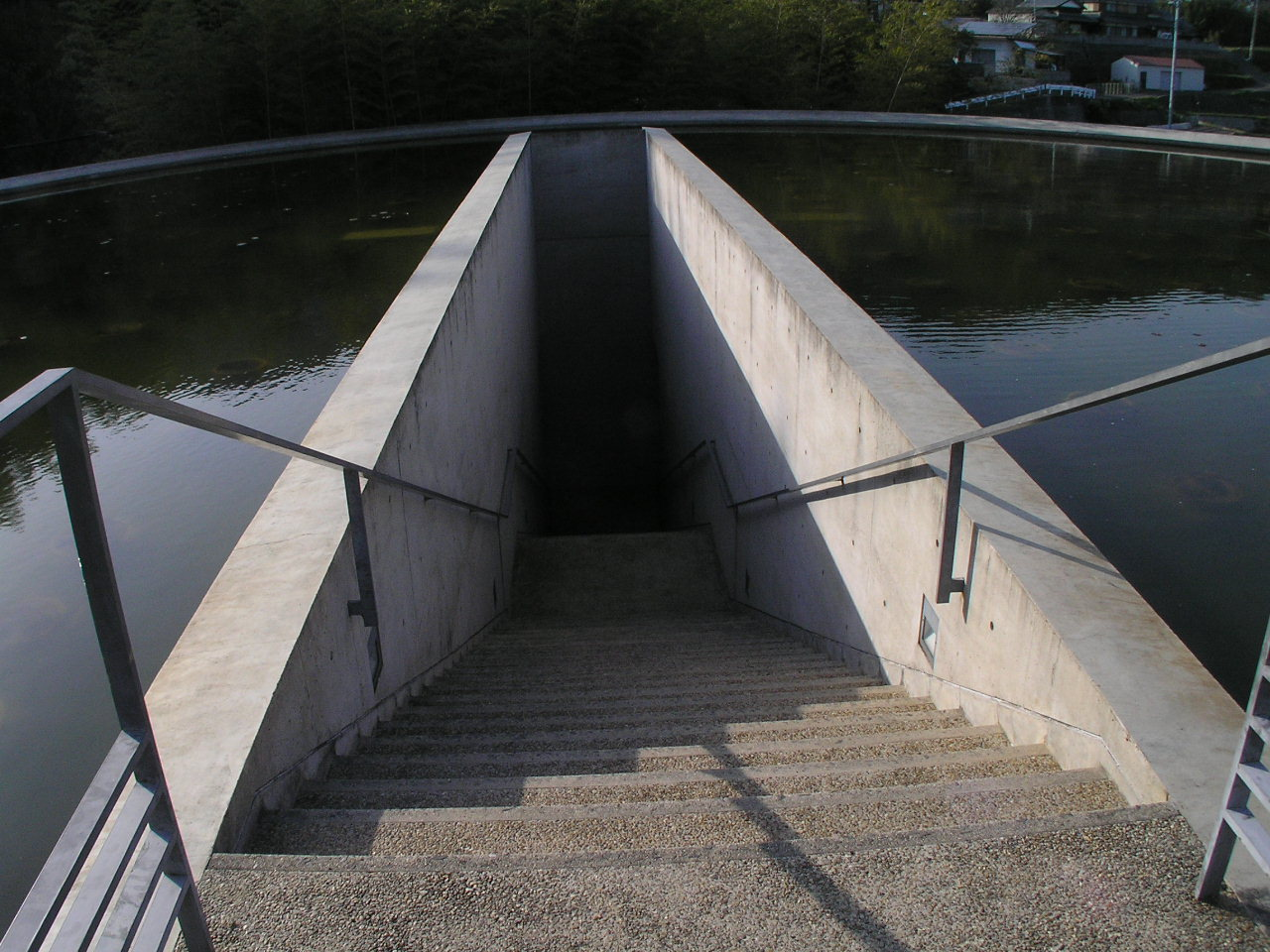
通往佛堂的樓梯
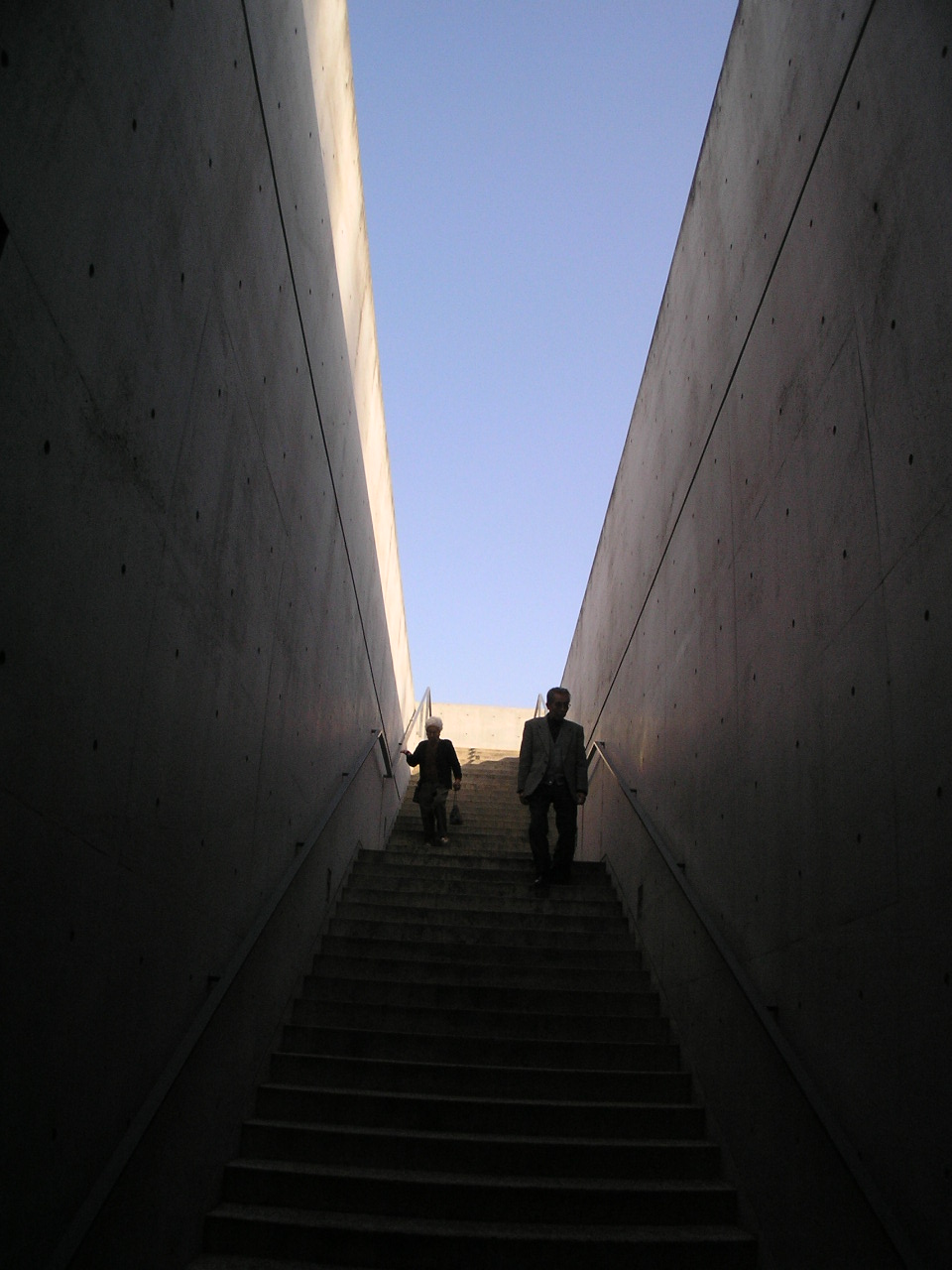
通往佛堂的樓梯
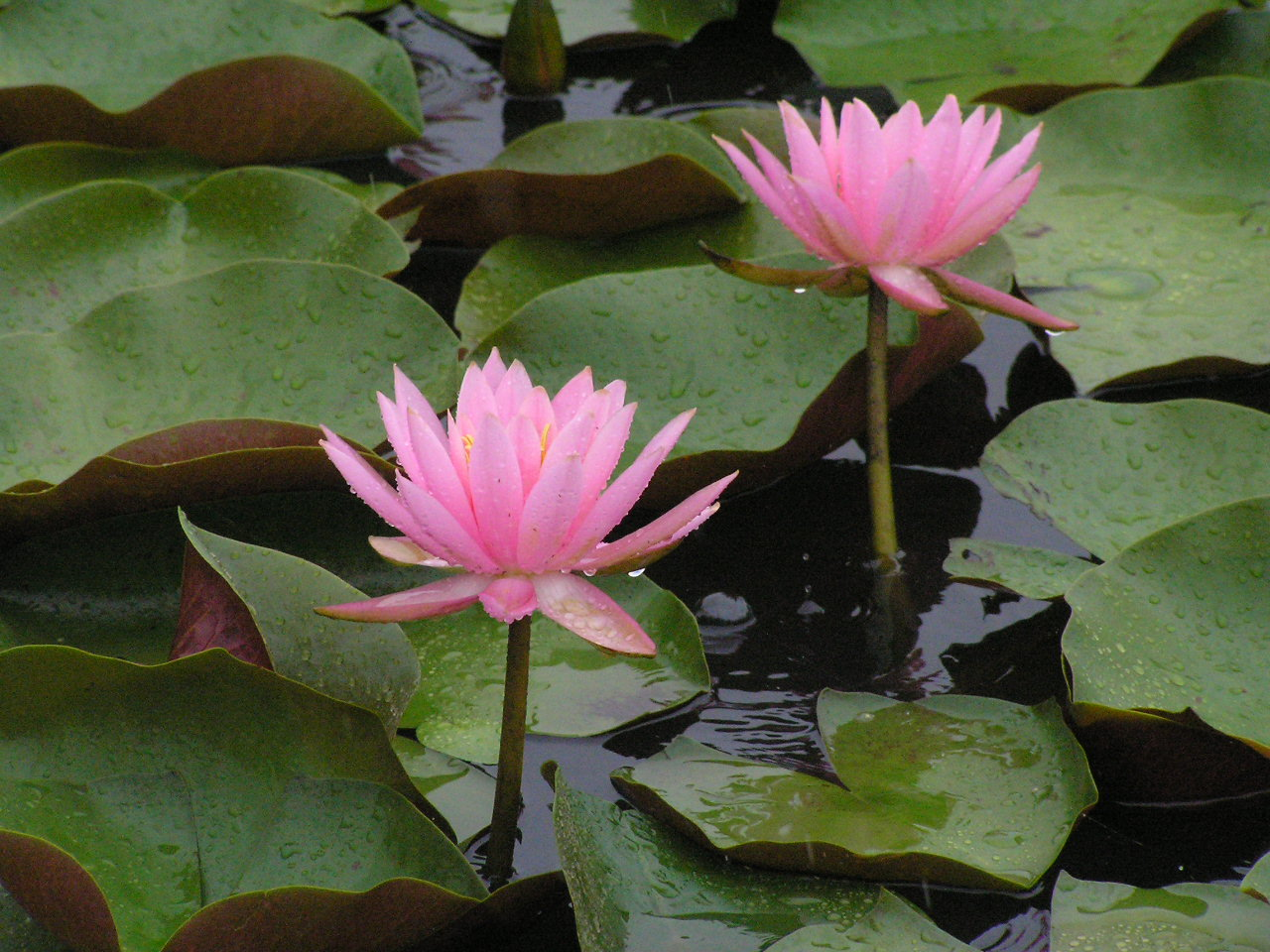
池子開了的蓮
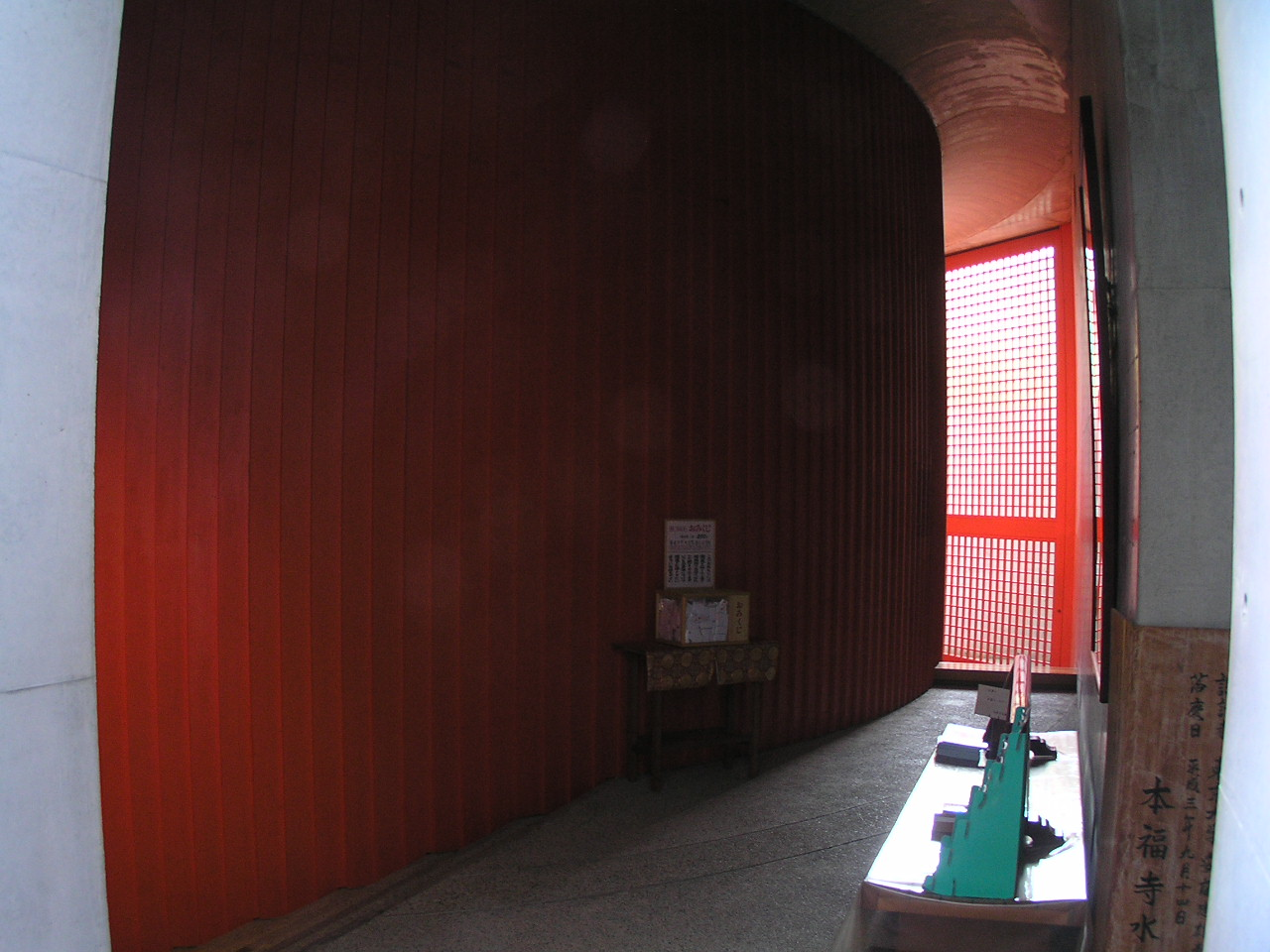
佛堂入口
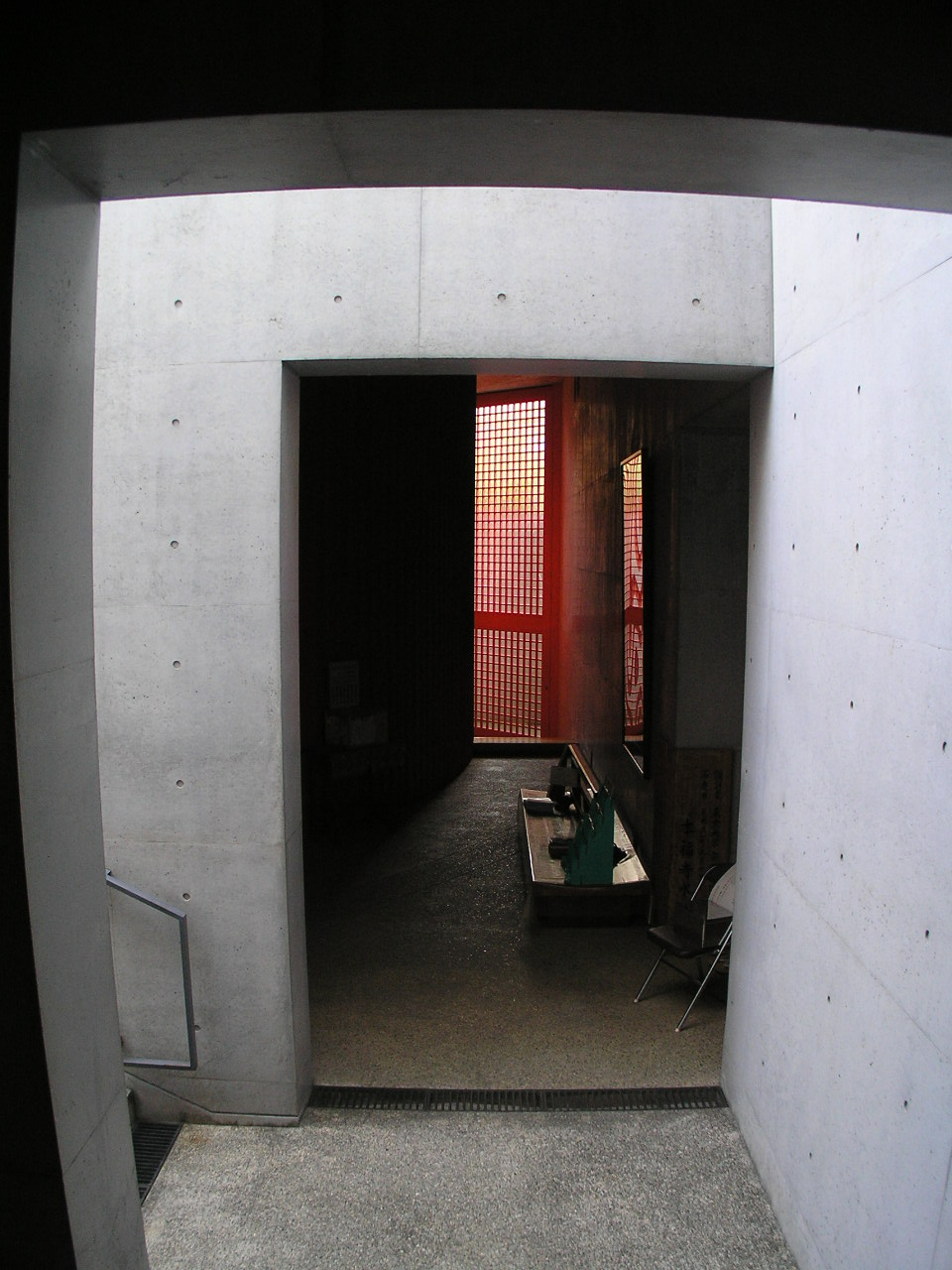
佛堂內部
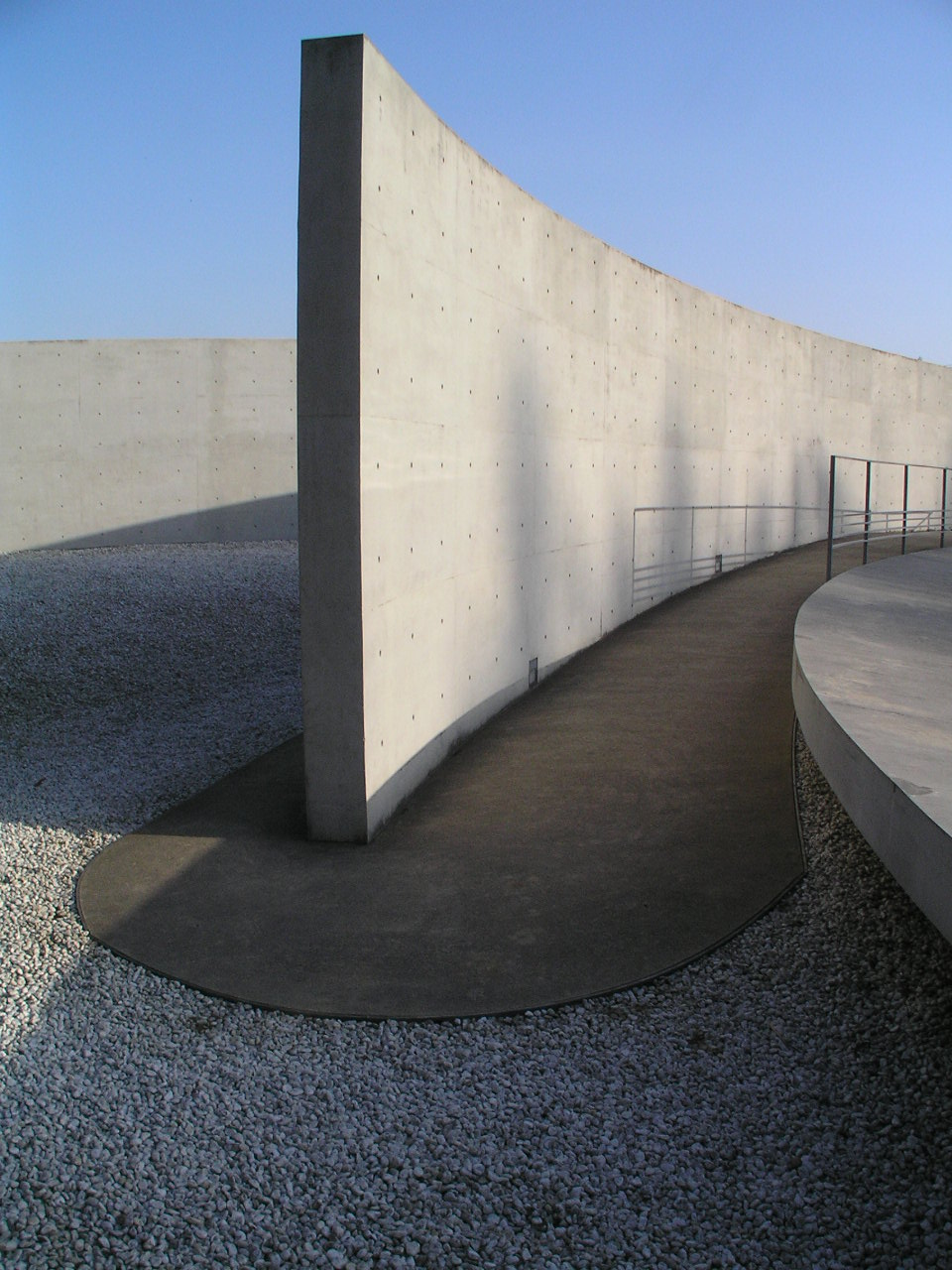
隔絕聖俗境界之牆